# Indotipula dilatistyla
Indotipula dilatistyla är en tvåvingeart som först beskrevs av Alexander 1949.  Indotipula dilatistyla ingår i släktet Indotipula och familjen storharkrankar. Inga underarter finns listade i Catalogue of Life.